# Place Crève-Cœur

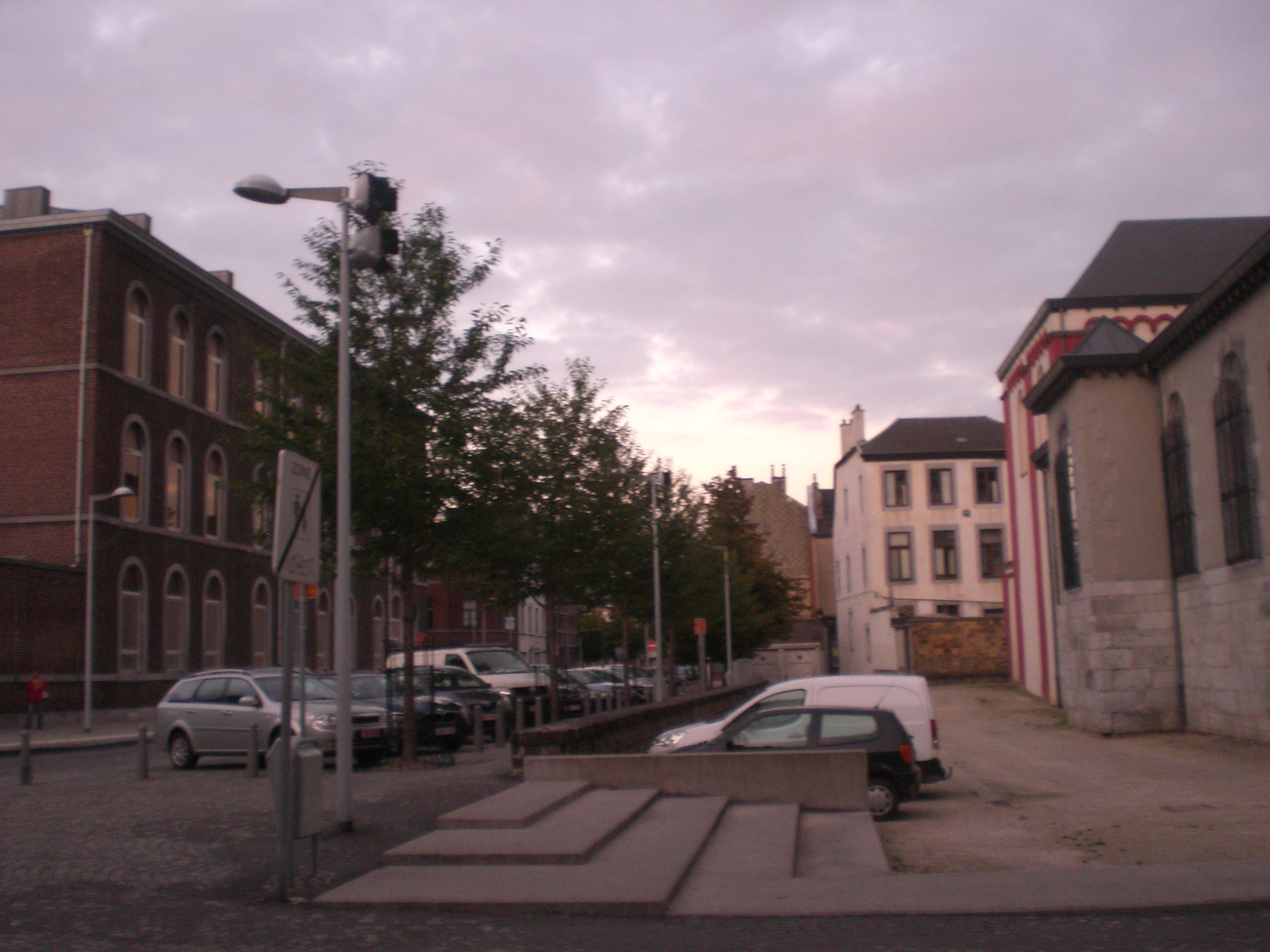
Place Crève-Cœur, sur la droite on aperçoit la collégiale Saint-Barthélemy

La place Crève-Cœur est une place de Liège.

## Situation et accès
Elle est reliée à la place Saint-Barthélemy par la rue Saint-Barthélemy et à Féronstrée par la rue Saint-Thomas.

## Origine du nom
La place et la rue voisine tirent leur nom du bastion du Crève-Cœur qui était un ouvrage défensif situé sur les Coteaux de la Citadelle entre la porte de Vivegnis et la Païenporte, le long des Six cints Grés, les anciens escaliers qui menaient à la citadelle à l'intérieur des remparts érigés au cours du XIIIe siècle.

## Historique
Cette place est créée par la démolition de l'église Saint-Thomas de Liège et du cimetière qui l'entourait en mars 1797. Une ruelle séparait les deux bâtiments,. La place s'étend depuis la Révolution au pied d'un des plus anciens bâtiments de la Cité, la collégiale Saint-Barthélemy.

## Bâtiments remarquables et lieux de mémoire
Une annexe du début du XXe siècle d'une école de la ville de Liège, la collégiale Saint-Barthélemy et son ancien presbytère (école primaire Saint-Thomas) cernent la place arborée au pied des Coteaux de la Citadelle.

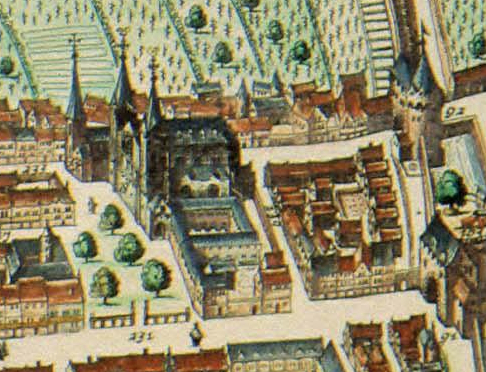
Situation de la collégiale Saint-Barthélemy et de l'église Saint-Thomas au XVIe siècle
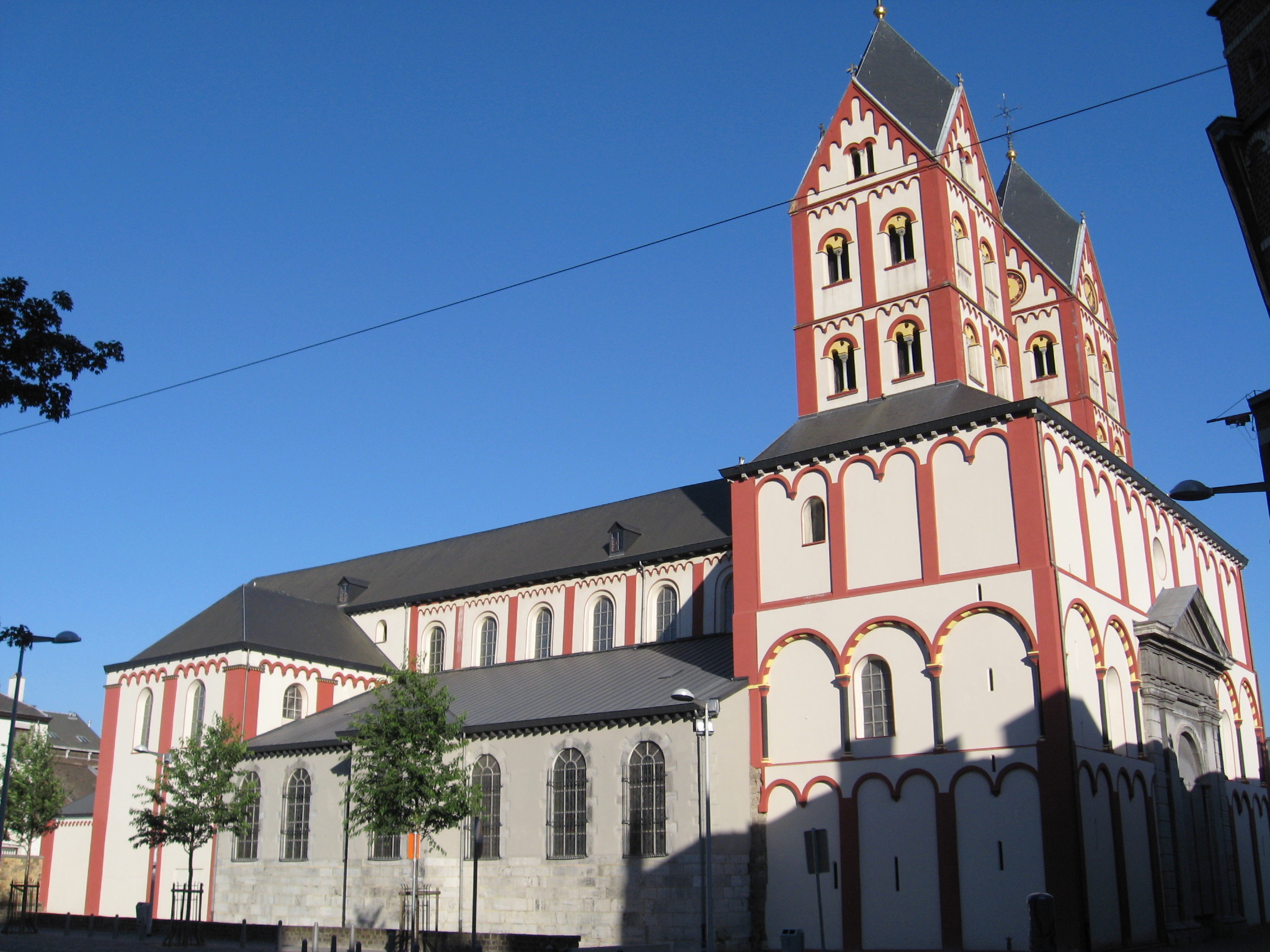
Collégiale Saint-Barthélemy vue de la place Crève-Cœur